# Liezel Huber
Liezel Huber (Durban, 21 agosto 1976) è un'ex tennista sudafricana naturalizzata statunitense.
Sudafricana di nascita e naturalizzata statunitense dal 2009, ha concentrato quasi tutta la sua carriera tennistica nel doppio, specialità nella quale è stata n°1 del mondo nel novembre del 2007, vincendo in tutto 53 tornei WTA tra cui cinque tornei del Grande Slam, tre Master di fine anno e raggiunto il 4º posto alle Olimpiadi di Londra nel 2012 in coppia con la connazionale Lisa Raymond.
Ottime soddisfazioni sono arrivate anche nel doppio misto, dove ha vinto gli US Open 2010 e il Roland Garros 2009.

## Carriera
Liezel Huber è nata a Durban, in Sudafrica, ma è di passaporto statunitense: vive a Houston. Non ha un'eccellente carriera da singolarista, ma un'ottima carriera invece da doppista, che è diventata nel tempo la sua specialità, tanto è vero che ormai è fuori dalle classifiche del singolare ma è nelle prime posizioni nel ranking del doppio, raggiungendo addirittura la prima posizione nel 2007.